# HIP 11952
HIP 11952 (HD 16031) – gwiazda położona w gwiazdozbiorze Wieloryba, odległa o około 365 lat świetlnych od Ziemi. Jest to gwiazda typu widmowego F2V-IV, o masie wynoszącej 0,83 ±0,05 M☉ i temperaturze powierzchni 6040 ±120 K. W 2012 ogłoszono, że krążą wokół niej dwie planety typu gazowy olbrzym, jednak późniejsze badania tego nie potwierdziły.
HIP 11952 jest bardzo starą gwiazdą, jej wiek oceniany jest na około 12,8 miliardów lat (±2,6 mld), o bardzo niskiej metaliczności ([Fe/H]= −1,9) wynoszącej około 1% metaliczności Słońca. Gdyby istnienie planet się potwierdziło, byłaby to jedna z niewielu znanych gwiazd o niskiej metaliczności, wokół której odkryto układ planetarny (planety HIP 11952 b i HIP 11952 c), a także najstarsza znana gwiazda z planetami.
Według współczesnych teorii powstawania planet, towarzyszki HIP 11952 uformowały się w tym samym czasie co ich gwiazda, co stoi w sprzeczności z ogólnymi teoriami, według których do powstania planet potrzebne są cięższe pierwiastki. Istnieje również możliwość, że planety powstały znacznie później niż macierzysta gwiazda, chociaż prawdopodobieństwo tego jest znikome.
Badania zmian prędkości radialnej gwiazdy przeprowadzone w 2012 i 2013 roku za pomocą spektrometru HARPS dowodzą jednak, że planety te nie istnieją i wykluczają istnienie w tym systemie planet o masie zbliżonej do Saturna i okresie obiegu poniżej 30 dni oraz o masie zbliżonej do Jowisza i okresie obiegu poniżej 250 dni.